# Fenicopteriformes
Els fenicopteriformes (Phoenicopteriformes) són un ordre d'aus aquàtiques neògnates que inclou els actuals flamencs i els seus parents extints.

## Taxonomia
Descripció original

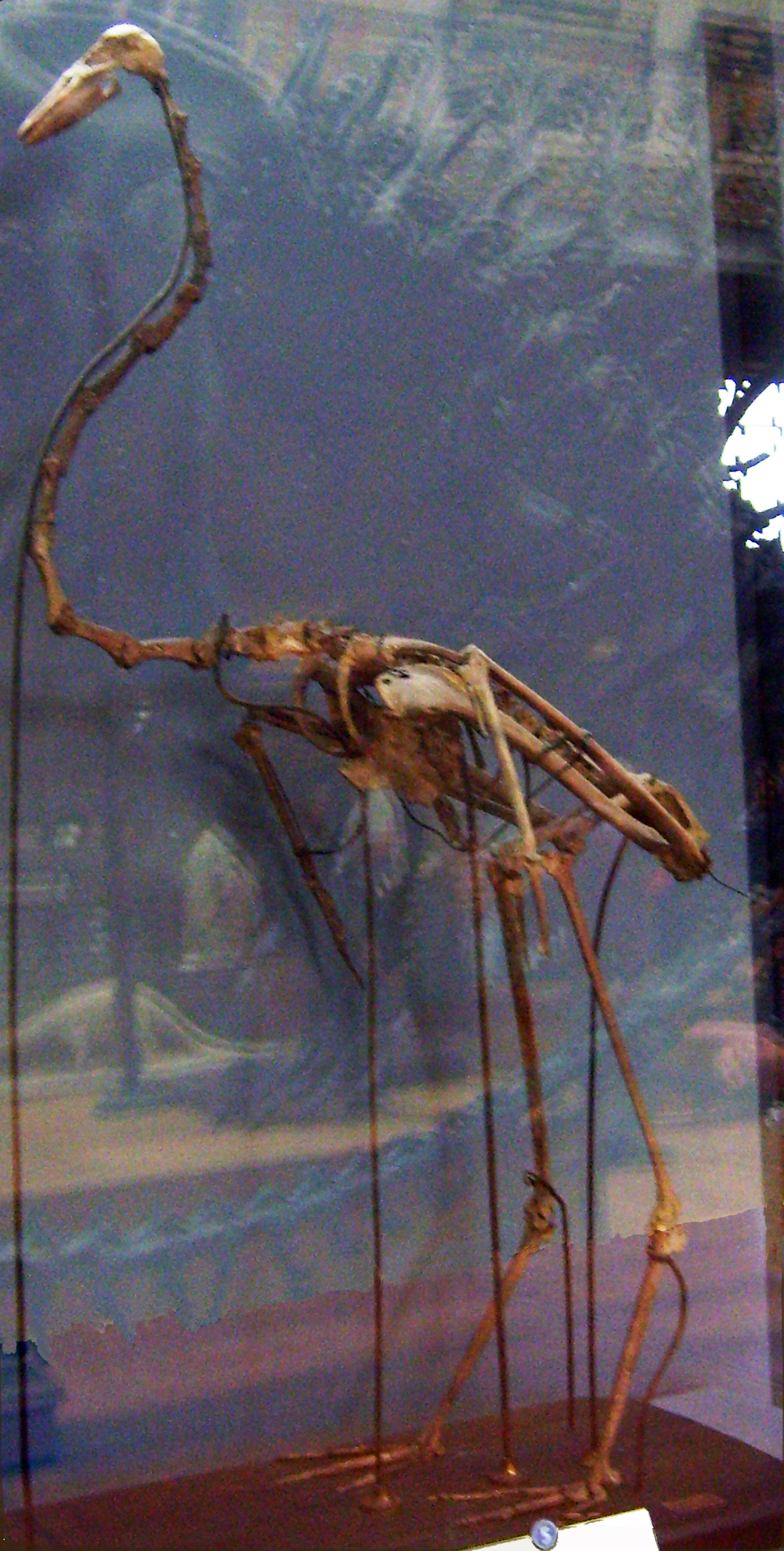
Palaelodus ambiguus

L'ordre fenicopteriformes va ser descrit originalment l'any 1888 per l'anatomista alemany Max Carl Anton Fürbringer, havent estat proposat anteriorment l'any 1867 pel biòleg britànic Thomas Henry Huxley.
Història taxonòmica
El grup va ser batejat amb el nom grec del flamenc «Phoenicopterus» (φοινίξ: 'vermell carmesí'; πτέρος: 'ala'), i per això el nom d'aquest ordre significa «els que tenen forma de flamenc». Aquest ordre va evolucionar a partir d'aus nedadores. El fenicopteriforme fiable més antic va ser exhumat d'estrats assignats al començament de l'Oligocè d'Europa, un peculiar flamenc nedador, integrant de la família extinta Palaelodidae. El gènere Juncitarsus, generalment també inclòs en els fenicopteriformes, és més antic.
La taxonomia dels tàxons derivats del registre fòssil necessita d'una profunda revisió a la llum d'aquesta nova hipòtesi.
Phoenicopteridae probablement va sorgir en el límit entre el Miocè i el Pliocè (3,0 a 6,5 milions d'anys) o poc després.
Relacions taxonòmiques
Les seves relacions taxonòmiques han estat discutides durant molt temps. Tradicionalment, els seus integrants van ser classificats en la família dels fenicoptèrids (Phoenicopteridae) dins l'ordre dels ciconiformes, sent la família més propera la dels tresquiornítids (Threskiornithidae). No obstant això, se la relacionava també a l'ordre dels anseriformes i fins i tot a la família recurvirostrids (Recurvirostridae). Sobre la base d'anàlisi d'ADN, Charles Sibley i B. L. Monroe van posar als flamencs dins de l'ordre ciconiformes.
Posteriorment els flamencs van ser situats en el seu propi ordre.
Ja al segle XXI, estudis morfològics i moleculars van demostrar l'estreta relació entre aquest ordre i el dels Podicipediformes, si bé l'au de la qual ambdues branques van divergir encara no fou trobada.